# Distrito de Água Grande
Água Grande es un distrito de Santo Tomé y Príncipe. Su capital Santo Tomé, es también la capital de la provincia de Santo Tomé y la capital del país. Con solo 17 km², es el distrito más pequeño del país, pero es el que tiene mayor población, con 54.300 habitantes estimados en el 2004.
Posee escuelas o colegios (colegio), liceos (escuelas secundarias), gymnasia (escuelas de preparatoria), el único hospital y aeropuerto del país, un estadio, iglesias, playas, un puerto y unas pocas plazas (praças). El distrito es el más desarrollado en Santo Tomé y Príncipe.

## Evolución demográfica
- 1940: 8,431 (13.9% del total nacional)
- 1950: 7,821 (13.0% del total nacional)
- 1960: 9,586 (14.9% del total nacional)
- 1970: 19,636 (26.6% del total nacional)
- 1981: 32,375 (33.5% del total nacional)
- 1991: 42,331 (36.0% del total nacional)
- 2001: 51,886 (37.7% del total nacional)
- 2008: 59,144 (est.)
- 2012: 73,091

## Localidades
- Santo Tomé (49.957 habitantes en 2001)
- Pantufo (2.169 habitantes en 2005)

- Datos: Q249742